# Pocheň (Široká Niva)
Pocheň (německy Pochmühl) je malá vesnice, část obce Široká Niva v okrese Bruntál. Nachází se asi 3 km na severozápad od Široké Nivy. Prochází tudy železniční trať Milotice nad Opavou - Vrbno pod Pradědem a silnice II/451.
Pocheň leží v katastrálním území Široká Niva o výměře 19,93 km2.

## Název
Původní jméno vesnice bylo Pochmühle, což bylo obecné označení stoupy, mlýnu podobného zařízení na roztloukání rudy. České jméno vzniklo z první části německého, v zápisech se objevuje až v polovině 19. století, zprvu v podobě Pochňa. Tvar Pocheň se používá od začátku 20. století.

## Vývoj počtu obyvatel
Počet obyvatel Pochně podle sčítání nebo jiných úředních záznamů:
| Rok            | 1869 | 1880 | 1890 | 1900 | 1910 | 1921 | 1930 | 1950 | 1961 | 1970 | 1980 | 1991 | 2001 |
| -------------- | ---- | ---- | ---- | ---- | ---- | ---- | ---- | ---- | ---- | ---- | ---- | ---- | ---- |
| Počet obyvatel | 118  | 235  | 183  | 164  | 154  | 139  | 160  | 89   | 110  | 85   | 58   | 35   | 30   |

1. ↑  z toho: 0 Čechoslováků, 157 Němců; 136 řím. kat., 24 evang.

V Pochni je evidováno 34 adres : 20 čísel popisných (trvalé objekty) a 14 čísel evidenčních (dočasné či rekreační objekty). Při sčítání lidu roku 2001 zde bylo napočteno 16 domů, z toho 10 trvale obydlených.

## Galerie

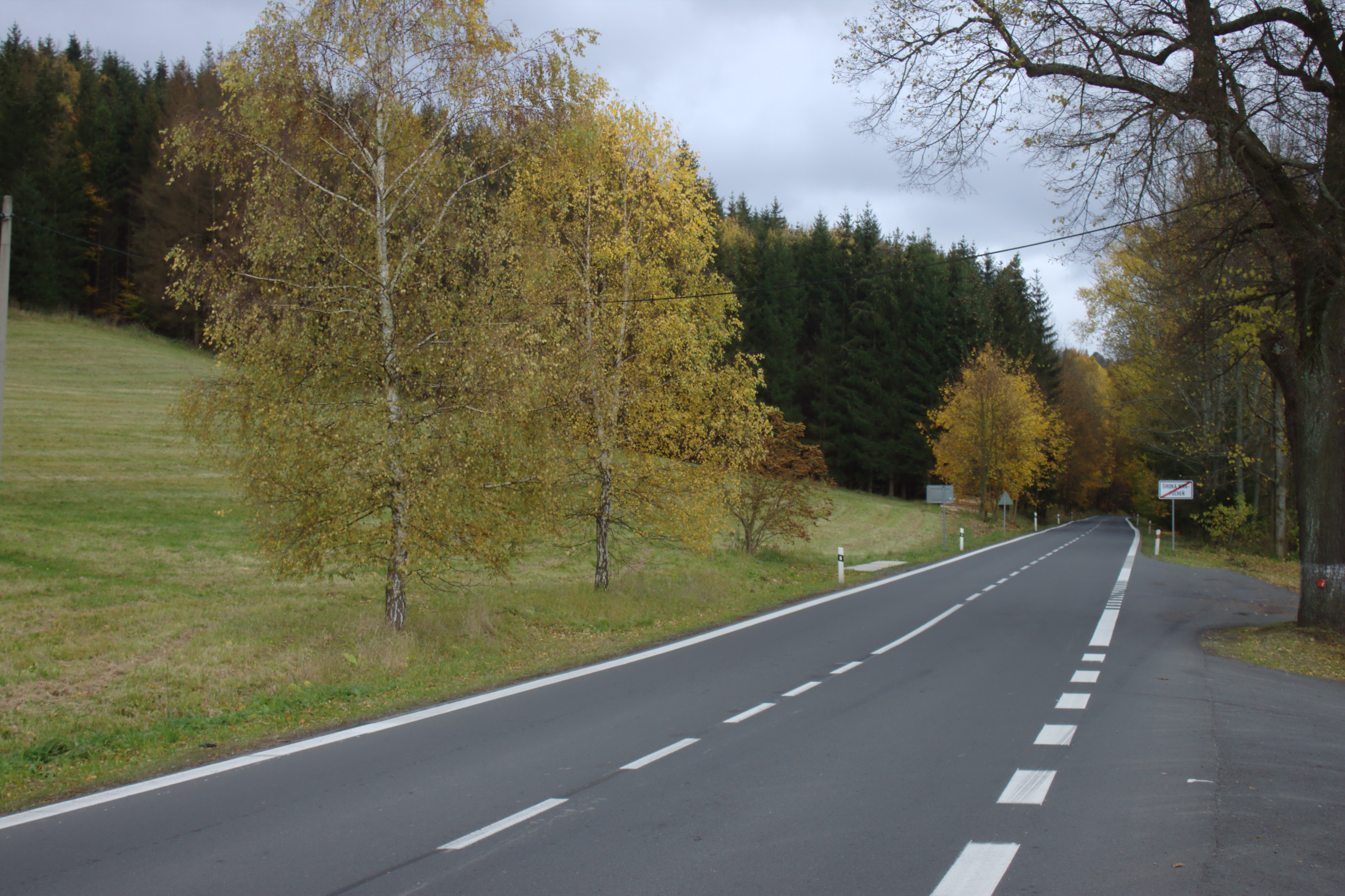
Hlavní silnice
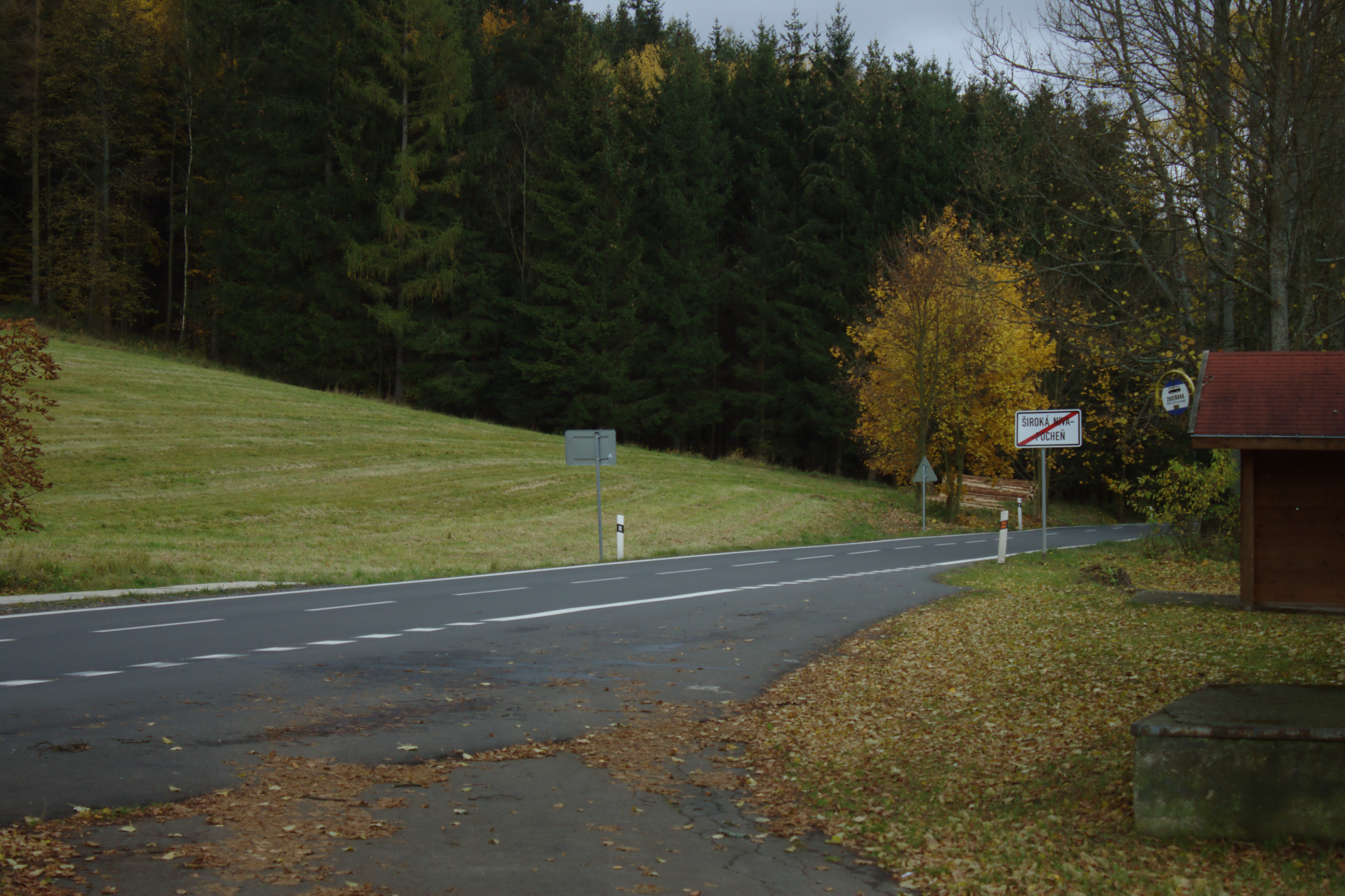
Rozcestí
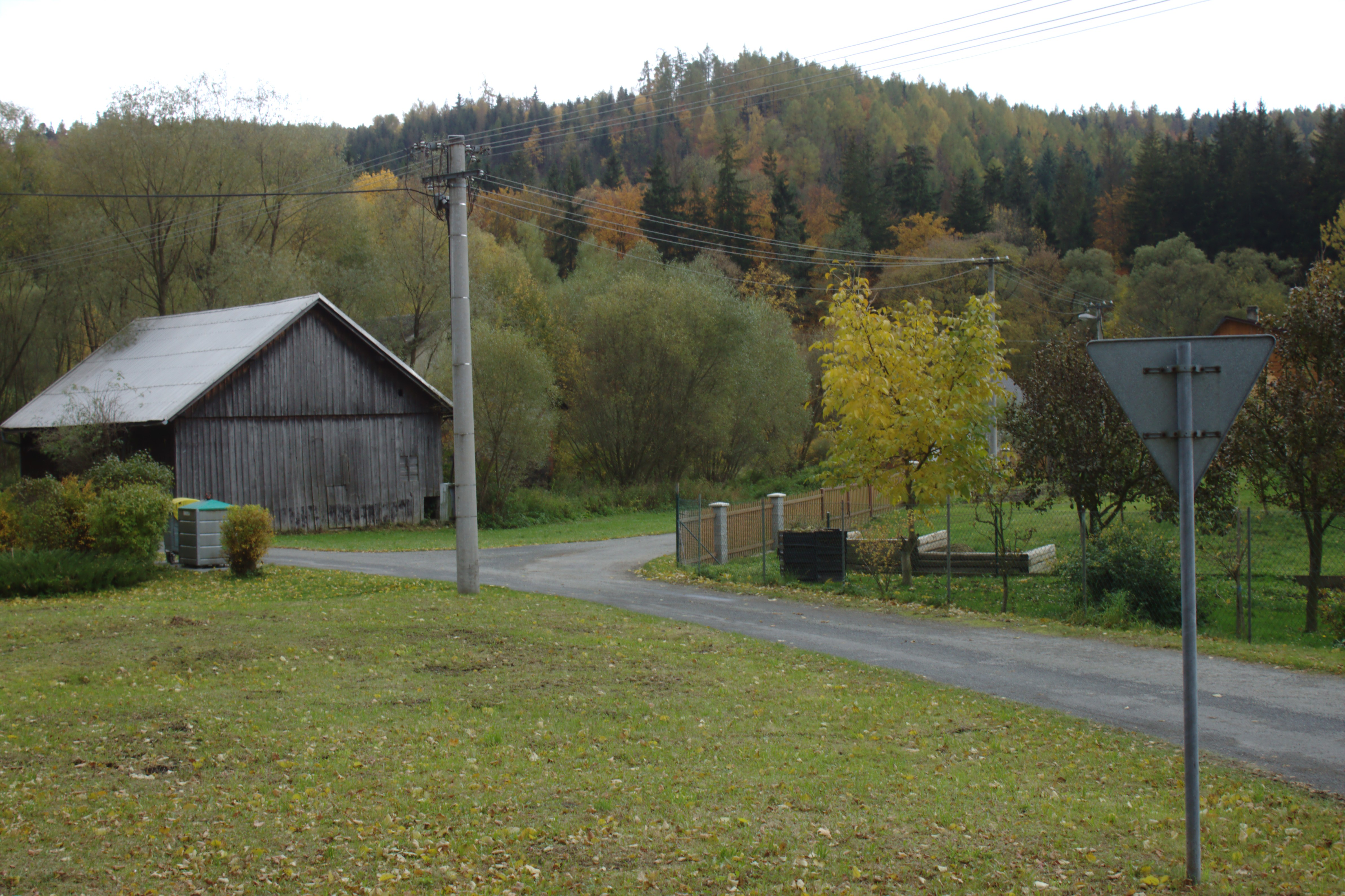
Stodola